# Antico Tiro a Volo Open 2025 - Doppio
Il doppio femminile del torneo di tennis professionistico Antico Tiro a Volo Open 2025, facente parte della categoria WTA 125 nell'ambito del WTA 125 2025, si è svolto dal 16 al 19 luglio 2025 a Roma, in Italia.
In finale Cho I-hsuan e Cho Yi-tsen hanno sconfitto Ekaterine Gorgodze e Darja Semeņistaja con il punteggio di 4-6, 6-4, [10-6].
Leonie Küng e Vasanti Shinde erano le detentrici del titolo, ma entrambe hanno deciso di non partecipare a questa edizione del torneo.

## Teste di serie
1. Laura Pigossi /  Katarzyna Piter (quarti di finale)

1. Momoko Kobori /  Ayano Shimizu (quarti di finale)

## Wildcard
1. Tyra Caterina Grant /  Lisa Pigato (semifinale)

## Tabellone

### Legenda
| - Q = Qualificato - WC = Wild card - LL = Lucky loser | - ALT = Alternate - SE = Special Exempt - PR = Protected Ranking | - w/o = Walkover - r = Ritirato - d = Squalificato |

|  | Quarti di finale | Quarti di finale         | Quarti di finale         | Quarti di finale | Quarti di finale |  |  | Semifinali | Semifinali               | Semifinali               | Semifinali                           | Semifinali |   |     | Finale | Finale                  | Finale | Finale | Finale |  |
|  |                  |                          |                          |                  |                  |  |  |            |                          |                          |                                      |            |   |     |        |                         |        |        |        |  |
|  | 1                | L Pigossi K Piter        | 65                       | 6                | [7]              |  |  |            |                          |                          |                                      |            |   |     |        |                         |        |        |        |  |
|  |                  | I-h Cho T-t Cho          | 7                        | 1                | [10]             |  |  |            | I-h Cho T-t Cho          | I-h Cho T-t Cho          | 6                                    | 6          |   |     |        |                         |        |        |        |  |
|  | WC               | TC Grant L Pigato        | TC Grant L Pigato        | 6                | 6                |  |  | WC         | TC Grant L Pigato        | TC Grant L Pigato        | 2                                    | 1          |   |     |        |                         |        |        |        |  |
|  |                  | R McAdoo S Sakellaridi   | R McAdoo S Sakellaridi   | 1                | 2                |  |  |            |                          |                          |                                      |            |   |     |        | Cho I-hsuan Cho Yi-tsen | 4      | 6      | [10]   |  |
|  |                  | N Brancaccio J Riera     | 6                        | 2                | [6]              |  |  |            |                          |                          | Ekaterine Gorgodze Darja Semeņistaja | 6          | 4 | [6] |        |                         |        |        |        |  |
|  |                  | A Abbagnato T Prozorova  | 4                        | 6                | [10]             |  |  |            | A Abbagnato T Prozorova  | A Abbagnato T Prozorova  | 2                                    | 4          |   |     |        |                         |        |        |        |  |
|  |                  | E Gorgodze D Semeņistaja | E Gorgodze D Semeņistaja | 6                | 7                |  |  |            | E Gorgodze D Semeņistaja | E Gorgodze D Semeņistaja | 6                                    | 6          |   |     |        |                         |        |        |        |  |
|  | 2                | M Kobori A Shimizu       | M Kobori A Shimizu       | 2                | 5                |  |  |            |                          |                          |                                      |            |   |     |        |                         |        |        |        |  |